# Stradario di Bari
Questa lista è suscettibile di variazioni e potrebbe essere incompleta o non aggiornata.

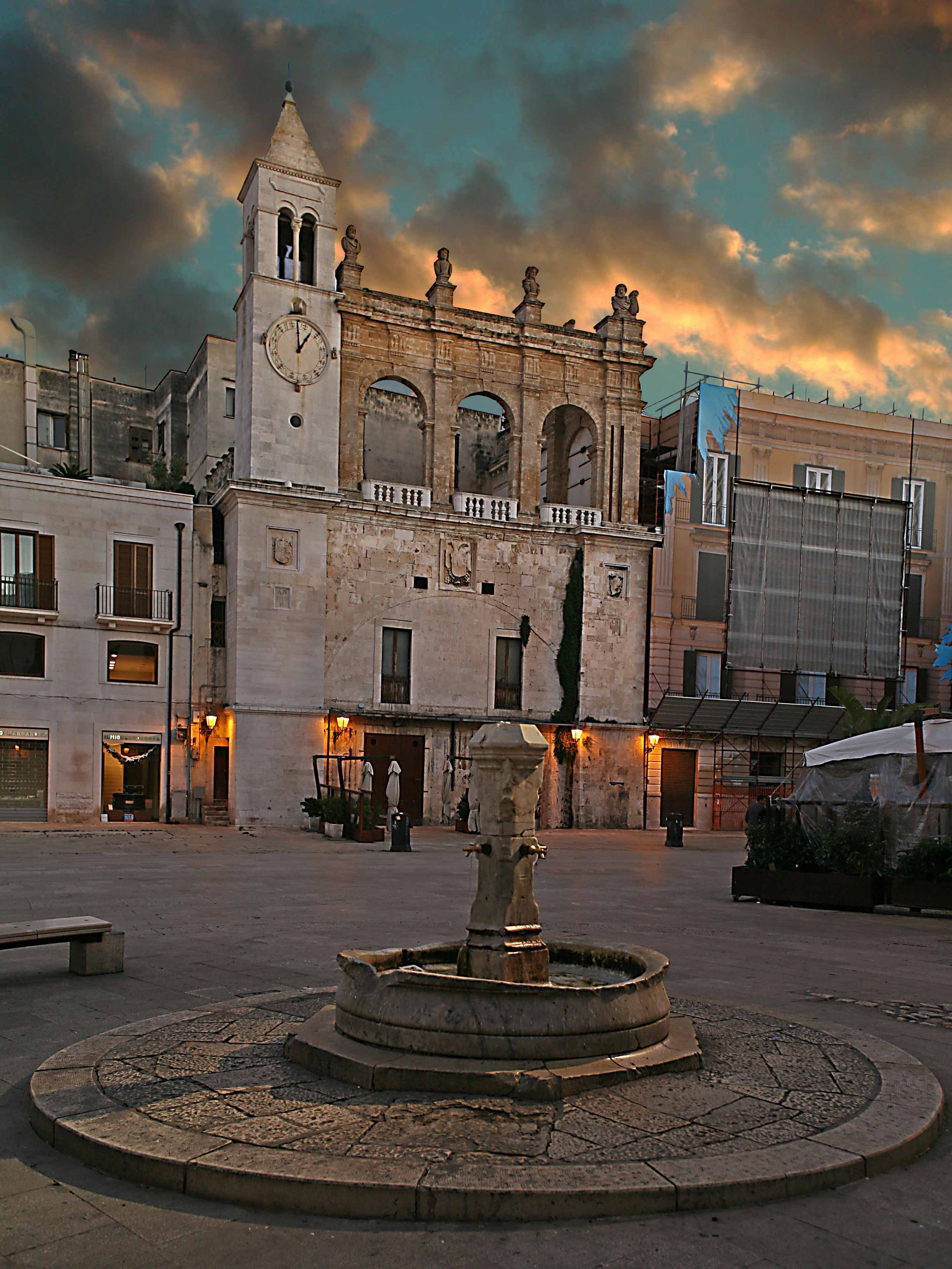
Piazza Mercantile, palazzo del sedile e fontana della pigna

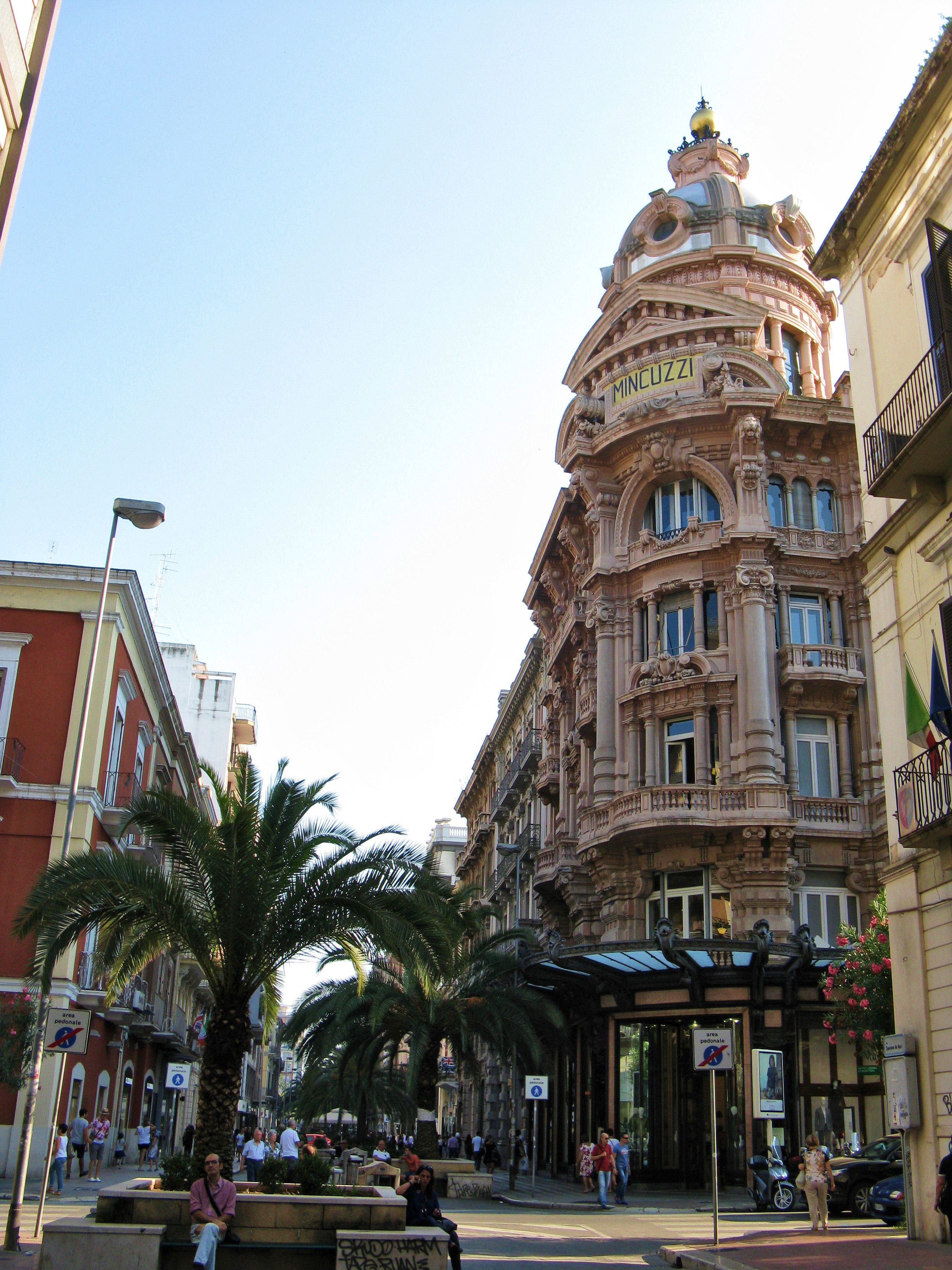
via Sparano e il Palazzo Mincuzzi

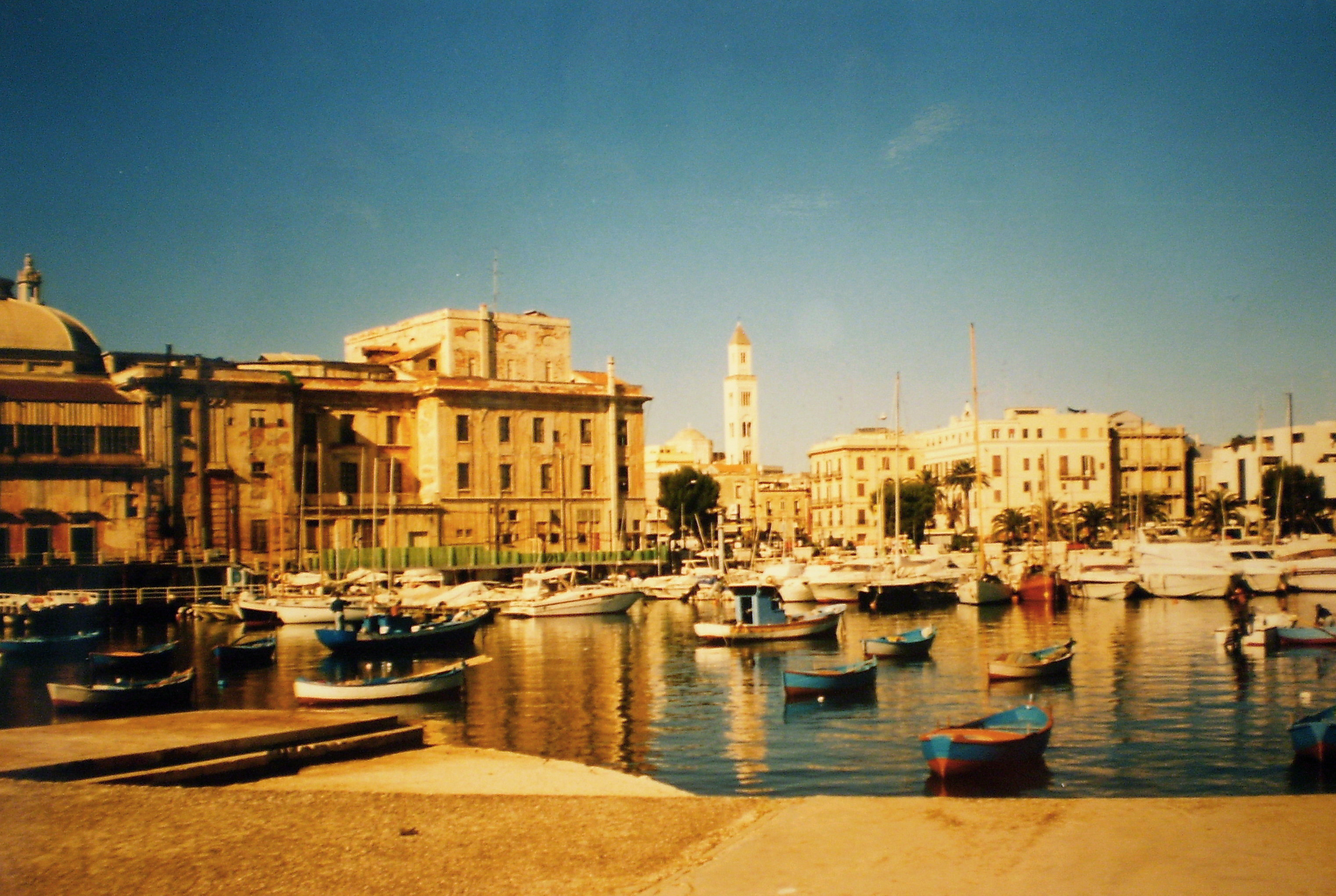
Molo San Nicola

Questa voce elenca le principali strade, piazze, lungomari e moli della città di Bari,  opere urbane pubbliche, con una breve descrizione.

## Vie e corsi principali
Elenco delle principali strade di Bari
Corso Vittorio Emanuele
Corso Vittorio Emanuele II è il principale viale della città. Sul corso si affacciano numerosi edifici amministrativi e culturali, come il Palazzo del Comune e il Teatro Margherita. Il viale prosegue verso Piazza Giuseppe Garibaldi.
Corso Cavour

Corso Sidney Sonnino

Via Sparano
Via Calefati

Via Abate Gimma

Via Manzoni

Via Nicolò Piccinni

Via Putignani

via Dante
Via Argiro

Via Andrea da Bari

Corso Italia
Corso Sidney Sonnino
Corso Benedetto Croce
Corso Alcide de Gasperi
Via Giulio Petroni
Via Giuseppe Fanelli
Via Bruno Buozzi
Viale Biagio Accolti GilViale Francesco de BlasioVia Napoli
Molo San Nicola

## Piazze

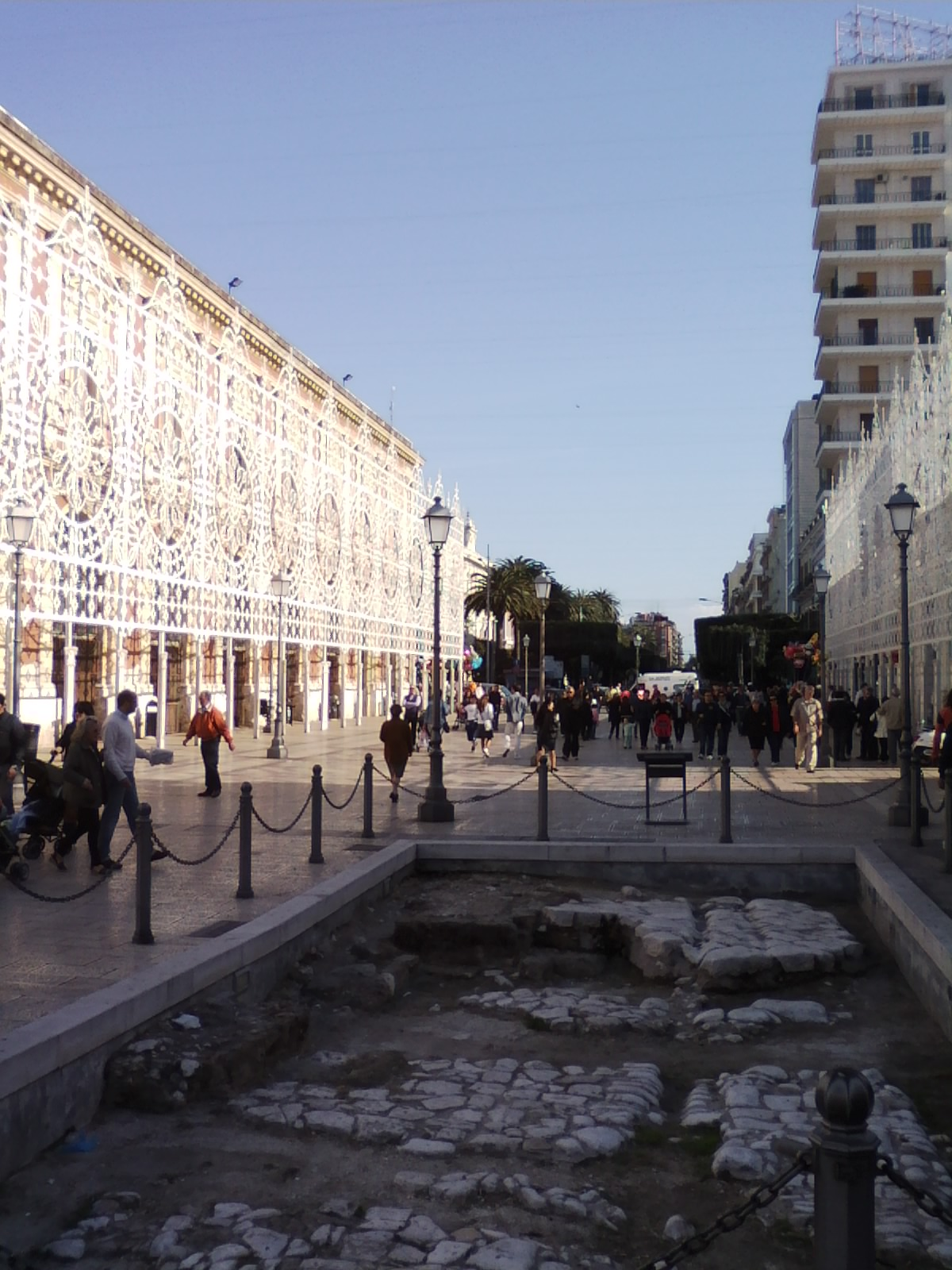
Piazza del Ferrarese nel giorno della festa di San Nicola

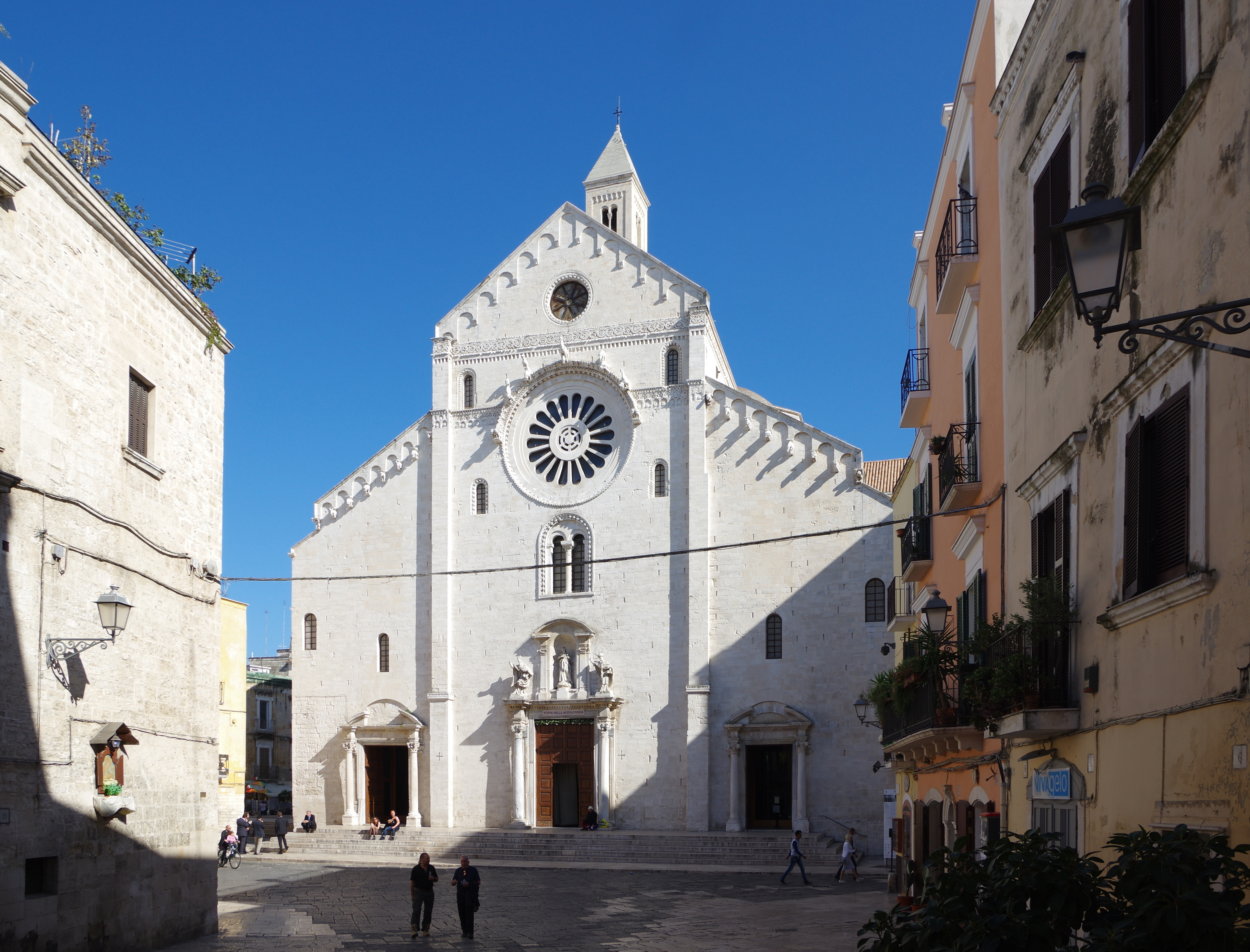
Cattedrale di San Sabino

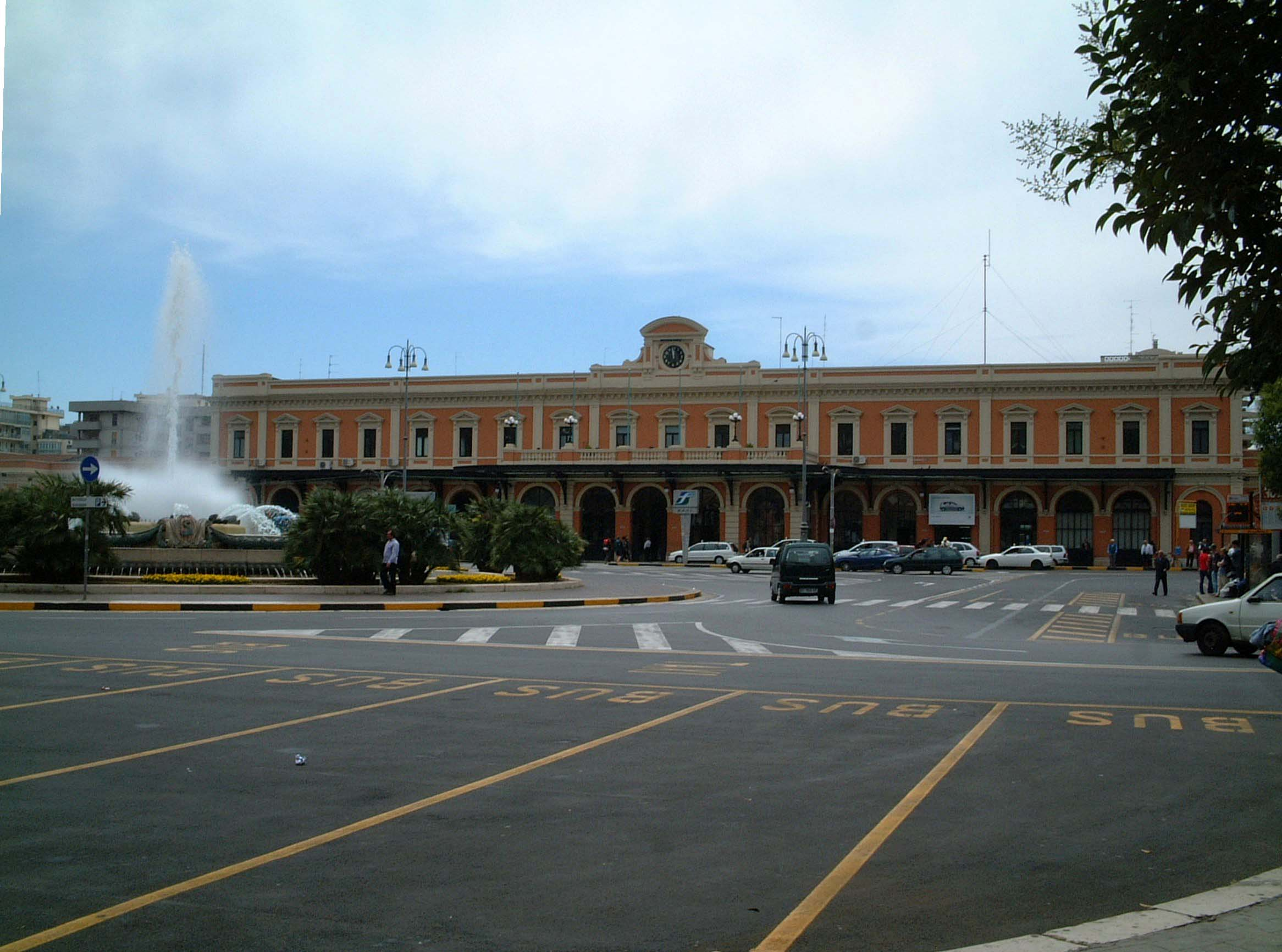
Piazza Aldo Moro (già Piazza Roma)

Piazza del FerraresePiazza del Ferrarese è una piazzetta che si affaccia sul Lungomare Imperatore Augusto, di fronte al porto vecchio, ai margini meridionali del centro storico. Caratteristica e suggestiva, specie di sera, poiché da essa è possibile scorgere un mirabile panorama marittimo. Recentemente sono state messe alla luce, sotto il basolato della piazza, tracce della via Appia-Traiana, costruita dai romani all'inizio del II secolo d.C.
Piazza dell'Odegitria
Piazza dell'Odegitria è un modesto largo nel cuore della città vecchia. Nella cornice della Cattedrale di San Sabino che maestosa sorge sul piazzale, essa si trova nelle vicinanze dei Giardini Isabella D'Aragona e del Castello normanno-svevo.
Largo San Sabino

Piazzetta Bisanzio e Rainaldo

Piazza Federico II di Svevia
Piazza Federico II di Svevia è una ampia strada che costeggia il Castello normanno-svevo federiciano.
Piazza San NicolaPiazza San Nicola si trova anch'essa nell'incantevole cornice di un edificio simbolo della città, la Basilica di San Nicola. Perno della città vecchia, la pulsante piazza è tra le più ammirate di Bari. In tempi recenti, nella piazza è stata posta una statua raffigurante il santo, donata dal presidente russo Vladimir Putin.
Piazza della LibertàPiazza della Libertà è una piccola piazza che si affaccia su Corso Vittorio Emanuele II, di fronte al Teatro Piccinni; quest'ultimo, assieme ad altri edifici, fa della grossa arteria una delle più grandi ed eminenti strade della città.
Piazza MercantileAnche questa nel cuore del centro storico, Piazza Mercantile è una tra le più frequentate e attive piazze della città di Bari. Molto visitata, la piazza è ritrovo di molti baresi. Icona e simbolo della piazza è la famosa colonna "della giustizia", così definita per la funzione a cui, un tempo, era adibita. Al palo di pietra infatti erano legati e lasciati in preda alle sevizie del popolo i debitori fraudolenti. Inoltre nella piazza aveva anticamente sede il "Sedile", antico luogo di riunione dei nobili baresi.
Piazza Umberto IPiazza Umberto I è la più grande piazza della città. Immersa nel verde, è uno dei luoghi d'incontro preferiti dai baresi. Quasi al centro della città nuova, vi prospetta il possente palazzo dell'Università degli Studi. Di fronte, la fontana monumentale inaugurata nel 1915 a completamento della costruzione dell'Acquedotto pugliese.
Piazza 4 novembrePiazza 4 novembre è una piccola piazza, punto di incontro tra il lungomare Imperatore Augusto e il lungomare Nazario Sauro: la piazzetta infatti costituisce il punto di fine del primo e d'inizio del secondo. In prossimità di Piazza del Ferrarese, come quest'ultima, piazza 4 novembre è encomiabile per l'ottima visuale che offre sul mare.
Piazza Giuseppe MassariAgli estremi della città vecchia è ubicata Piazza Giuseppe Massari. La piazza si trova presso i Giardini Isabella D'Aragona e il Castello normanno-svevo, a poche decine di metri da piazza Odegitria e dalla Cattedrale.:
Piazza Giuseppe GaribaldiPiazza Giuseppe Garibaldi è una vasta piazza della città centrale; puntellata di alberi, aiuole ed elementi naturali è una delle piazze più rigogliose del centro.
Piazza Cesare BattistiPiazza Cesare Battisti è una vasta piazza della città centrale.
Piazza Aldo Moro (già Piazza Roma)
Piazza Aldo Moro è un ampio slargo ovoidale, passaggio obbligato di coloro che giungono a Bari per mezzo ferrovia. La piazza infatti si trova di fronte alla Stazione Centrale. Aperta al traffico veicolare, ha un aspetto caotico temperato dalla presenza al centro di una monumentale fontana. La piazza è anche capolinea di molte linee del trasporto pubblico urbano dell'AMTAB. Nel quadrante nord-ovest dei giardini è stato eretto un busto dello statista democristiano Aldo Moro rapito e ucciso dalle Brigate Rosse. Una delle vie che si dipartono dalla piazza (Via Martiri di via Fani) è dedicata agli uomini della sua scorta morti in occasione del rapimento.
Piazza Antonio GramsciLa lussureggiante piazza Antonio Gramsci si trova tra la fine del lungomare Nazario Sauro e l'inizio del lungomare Armando Perotti in stretta prossimità della Spiaggia Pane e Pomodoro. Ambedue i luoghi risultano essere tra i più frequentati dai baresi; specie la spiaggia nella stagione estiva è letteralmente presa d'assalto da coloro che cercano rifugio dalla congestione e dal caos del centro. Piazza Gramsci, che prospetta sul mare, è quasi un parco per la variegata vegetazione che include.
Piazza Armando DiazLa più coinvolgente piazza barese è senz'altro Piazza Armando Diaz. La piazza, ad emiciclo, si trova sul lungomare Nazario Sauro, direttamente sul mare. A chi vi sosta essa offre uno spettacolo, specie di sera, a dir poco suggestivo.
Piazza Eroi del MarePiazza Eroi del Mare, che si divide tra la parte presso il Molo San Nicola e quella legata all'ampio viale di Corso Cavour, è un panoramico e peculiare luogo di Bari: si trova infatti a pochi passi dai principali luoghi d'interesse della città. Si affaccia sul lungomare Araldo di Crollalanza, a ridosso del molo più fascinoso del litorale panoramico e in prossimità della città vecchia, ed è oltretutto snodo di alcune delle vie più attive del centro.
Giardino Fabrizio De Andrè

Piazza Giulio Cesare
Situata di fronte al policlinico, è stata modernizzata recentemente ed è stato realizzato un parcheggio sotterraneo.
Piazza del Redentore
Situata nel quartiere Libertà, nella stessa piazza si affacciano la Chiesa Parrocchiale dei Salesiani del SS. Redentore, Istituto Salesiano Redentore e l'Istituto scolastico Don Bosco.
Piazzetta dei Frati Cappuccini

Largo Monsignor Curi

Piazza Prefettura

Parco due Giugno

Parco Tridente

Parco Gargasole

Piazza Luigi di Savoia